# Hirthia globosa
Hirthia globosa је пуж из реда Sorbeoconcha и фамилије Thiaridae.

## Угроженост
Ова врста није угрожена, и наведена је као последња брига јер има широко распрострањење.

## Распрострањење
Врста је присутна у Замбији, ДР Конгу и Танзанији, тачније у језеру Тангањика.

## Станиште
Станишта врсте су језера и језерски екосистеми и слатководна подручја.